# Stumblin' In
«Stumblin' In» (en español: —«Tropezando»—) es una canción escrita por Mike Chapman y Nicky Chinn, interpretada por Chris Norman y Suzi Quatro. Lanzado originalmente como sencillo independiente, luego se agregó a algunas ediciones del álbum Quatro If You Knew Suzi... Fue el primer sencillo de Norman como solista.

## Posicionamiento en listas
| País   | Lista             | Posición | Ref.  |
| 1979   | 1979              | 1979     | 1979  |
| ------ | ----------------- | -------- | ----- |
| Canadá | RPM (Top Singles) | 11       | [ 1 ] |

| País   | Lista             | Posición | Ref.  |
| 1979   | 1979              | 1979     | 1979  |
| ------ | ----------------- | -------- | ----- |
| Canadá | RPM (Top Singles) | 91       | [ 2 ] |

## Créditos y personal
- Mike Chapman – composición.
- Nicky Chinn – composición.
- Suzi Quatro – voz principal y bajo eléctrico.
- Chris Norman – voz principal y guitarra.
- Len Tuckey – guitarra
- Dave Neala – batería.
- Mike Deacon – piano eléctrico.

## En la cultura popular
La canción «Stumblin' In» se ha utilizado en varias ocasiones en cine y televisión. Entre otras:

### Cine
- Licorice Pizza (2021).

### Televisión
- Dahmer (2022), aparición en el capítulo 3.[3]
- Senna (2024)